# 松浦観光バス
有限会社松浦観光（まつうらかんこう）は、長崎県松浦市に本社を置くバス事業者である。
長く貸切バス事業専業を営んでいたが、2002年（平成14年）4月より松浦市内における西肥自動車（西肥バス）の不採算路線撤退を受けて松浦市から受託した廃止代替バスの運行を開始し、乗合バス事業にも参入した。
平成22年12月に社名を有限会社松浦観光バスから有限会社松浦観光へ社名変更。
この際、地籍調査にて所在地の番地（1744-1→1744-8）も変更とした。

## 路線
松浦市内において複数の路線を運行している。発足時の経過から、国道204号沿いから分岐した支線部にあたる路線が多く、他の自社路線と接続していない孤立路線もある。
- 松浦交通センター（松浦鉄道西九州線松浦駅に併設） - 松浦市役所 - 西山公民館 - 郭公尾公民館前 - 天龍姫神社前 - 栗越 - 板橋 - 樋渡 - 御厨駅前
  - 一部松浦市外（佐世保市江迎町）を通過する区間がある。
- 御厨駅前 - 樋渡 - 木場 - 板橋 - 樋渡 - 寺の尾 - 郭公尾公民館前
- 御厨駅前 - 中野 - 寺の尾 - 郭公尾公民館前
- 御厨駅前 - 御厨桟橋 - 星鹿 - 大石 - 牟田 - 御厨駅前（循環）
- 御厨駅前 - 川内 - 西木場駅前
- 笛吹 - 田ノ平 - 川内野 - 稗木場公民館 - 笛吹（循環）
  - 川内野は佐賀県伊万里市東山代町になる。
- 調川駅前 - 中免 - 松山田公民館前 - 調川駅前（循環）
- 今福駅前 - 江迎中央 - 土肥の浦 - 松浦東高入口 - 浜の脇公民館前 - 坂野公民館前 - 木場公民館前 - 今福駅前（循環）

乗合バスの車両
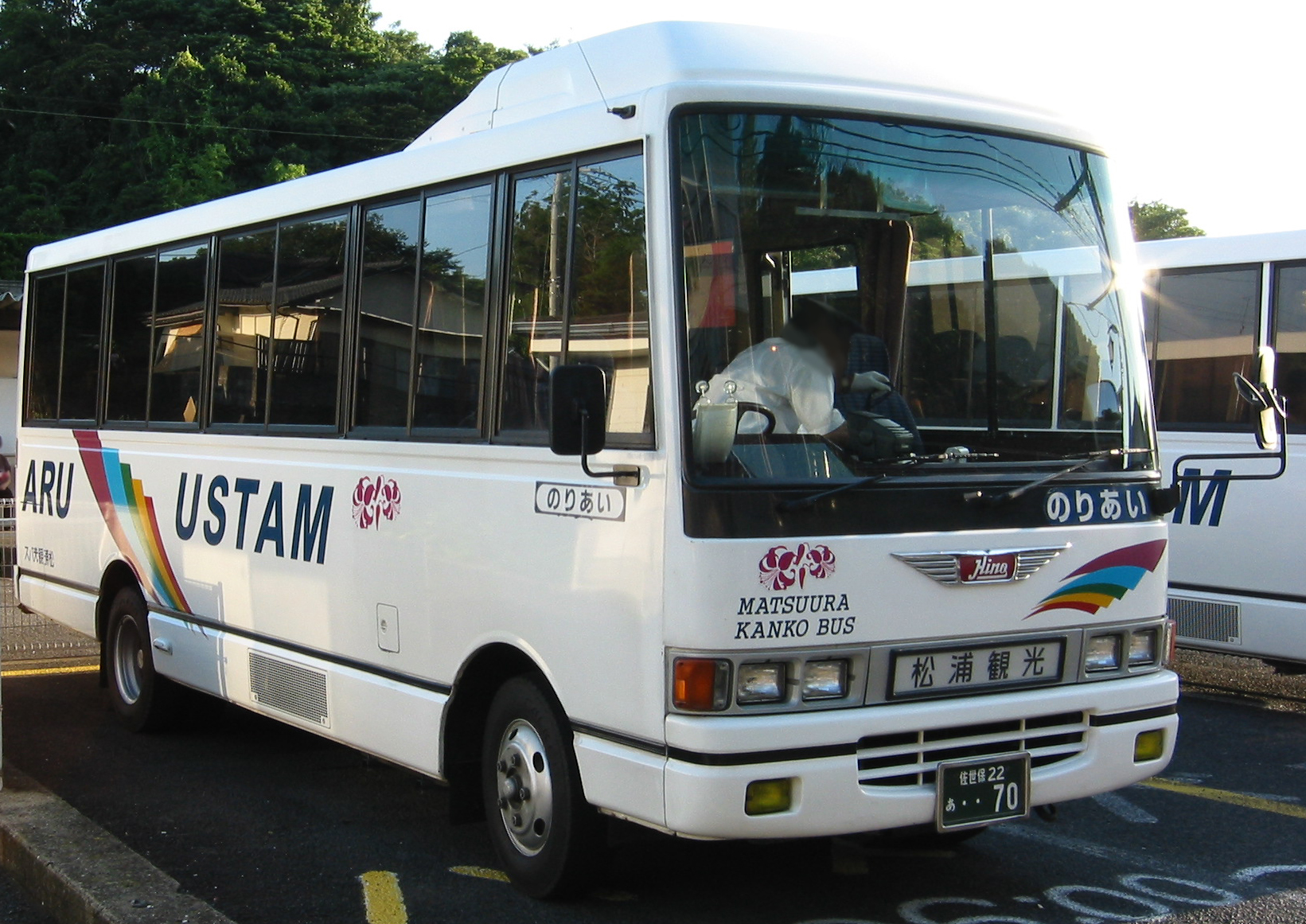